# Edgar Manucharyan
Edgar Manucharyan — em armênio, Էդգար Մանուչարյան (Yerevan, 19 de Janeiro de 1987) é um futebolista armênio. Joga pelo Ural, da Rússia.